# Timber Sycamore
Timber Sycamore war ein von 2013 bis 2017 laufendes Projekt der CIA, das von den Geheimdiensten mehrerer arabischer Länder unterstützt wurde und der Bewaffnung und Ausbildung verschiedener Gruppen diente, die im Syrischen Bürgerkrieg der syrischen Armee gegenüberstanden. 
Eine Folge des Programms war eine Flut von US-Waffen in den Schwarzmarkt im Nahen Osten, darunter Sturmgewehre, Granatwerfer und Panzerabwehr-Granatwerfer. Kritiker des Programms innerhalb der Obama-Regierung hielten es für ineffektiv und teuer und äußerten Bedenken hinsichtlich der Beschlagnahmung von Waffen durch islamistische Gruppen und der von Timber Sycamore unterstützten Rebellen, die wiederum an der Seite der mit Al-Qaida verbundenen Al-Nusra-Front (die die USA selbst als Terrororganisationen einstuften) und ihrer Verbündeten kämpften.
Das von US-Präsident Barack Obama genehmigte (oder geduldete) Programm sollte zum Sturz des syrischen Präsidenten Baschar al-Assad beitragen. Das Projekt mit einem Volumen von 500 Millionen Dollar sah auch die Ausbildung und Bewaffnung „moderater Rebellen“ vor, tatsächlich wurden jedoch laut dem damaligen CENTCOM-Kommandeur General Lloyd Austin im Rahmen des Programms nur „vier oder fünf“ Rebellen ausgebildet.
Nicht zu verwechseln ist Timber Sycamore mit dem Syrian Train and Equip Program der CIA, das syrische Kräfte im Kampf gegen die Terrormiliz IS unterstützen sollte. Timber Sycamore richtete sich im Gegensatz dazu gegen das Assad-Regime und die ihm untergebenen Syrischen Streitkräfte.

## Programm
Die USA und Saudi-Arabien haben in Osteuropa für Hunderte Millionen Dollar Waffen und Munition russischer Bauart gekauft und in die Kriegsgebiete in Syrien, Irak und Afghanistan transportiert. Offenbar ließ die US-Regierung – ohne entsprechende Genehmigungen der Bundesregierung – zeitweise auch Waffen über den Militärstützpunkt Ramstein an syrische Rebellen liefern. Diese Unterstützung beinhaltete sowohl Munition, kleinkalibrige Waffen, darunter Gewehre, raketenangetriebene Granaten und Panzerabwehrraketen als auch finanzielle Mittel für Gehälter, mit denen die Befehlshaber Kämpfer rekrutieren oder bei der Stange halten konnten.

## Beteiligte Akteure
Die Ausbildung der auch von Frankreich und Großbritannien unterstützten Rebellen fand in CIA-Basen in Jordanien, Katar, der Türkei sowie Saudi-Arabien statt.
Ein bis zuletzt besonders starker Unterstützer der Anstrengungen zum Sturz der Regierung von Präsident Baschar al-Assad war der damalige CIA-Direktor John O. Brennan, während die damalige nationale Sicherheitsberaterin Susan E. Rice darauf drängte, den Fokus auf die Bekämpfung des Islamischen Staates zu legen.

## Geschichte
Im Sommer 2012 schlug der damalige CIA-Direktor David Petraeus dem damaligen US-Präsidenten Barack Obama erstmals ein geheimes Programm zur Bewaffnung syrischer Rebellen vor. Obama lehnte das Programm erst ab, autorisierte es im Jahr 2013 schließlich aber doch. Ab dem Jahr 2013 wurden die Milizen an verschiedenen Waffen trainiert, dazu gab es Unterstützung durch Waffenlieferungen, insbesondere aus Saudi-Arabien und Katar.
Während die unterstützten Gruppen speziell nach der Lieferung von Panzerabwehrwaffen durch die CIA und Saudi-Arabien erste Erfolge im Kampf gegen die syrische Armee vermelden konnten, wurden sie ab Herbst 2015 durch die massiven russischen Luftangriffe infolge des russischen Militäreinsatzes in Syrien immer stärker zurückgedrängt. Die Rückeroberung von Gebieten nahe der türkischen Grenze führte dabei Ende 2016 schließlich zur Einnahme der Stadt Aleppo durch die syrische Armee.
Letztendlich schlugen syrische, russische und Hisbollah-Kräfte die Anti-Assad-Rebellen zurück und befreiten Aleppo und andere Teile Syriens trotz des Widerstands der USA.
Das Programm wurde im Jahr 2017 vom neugewählten US-Präsidenten Donald Trump auf Rat des damaligen CIA-Direktors Mike Pompeo beendet. Kritiker im Kongress hatten zuvor die hohen Kosten des Programms von über einer Milliarde US-Dollar bemängelt. Es handelte sich damit um eines der teuersten US-Programme zur Bewaffnung und Ausbildung von Rebellen seit der CIA-Operation zur Aufrüstung der islamistischen Mudschahedin in Afghanistan, der Operation Cyclone. Außerdem gab es Berichte, dass einige der von der CIA gelieferten Waffen direkt bei der bereits 2013 als Terrororganisation eingestuften al-Nusra-Front landeten.